# Freisen
Freisen ist eine Gemeinde im Landkreis St. Wendel im nordöstlichen Teil des Saarlandes an der Grenze zu Rheinland-Pfalz.

## Geographie

### Geographische Lage
Freisen liegt im Pfälzer Bergland. Im Umkreis von 50 km liegen die Großstädte Saarbrücken, Trier und Kaiserslautern. Zwischen den Gemeindeteilen Oberkirchen und Reitscheid erheben sich der Füsselberg und der Weiselberg.
Der Freisbach (Nahe) fließt durch den Ort.

### Gemeindegliederung

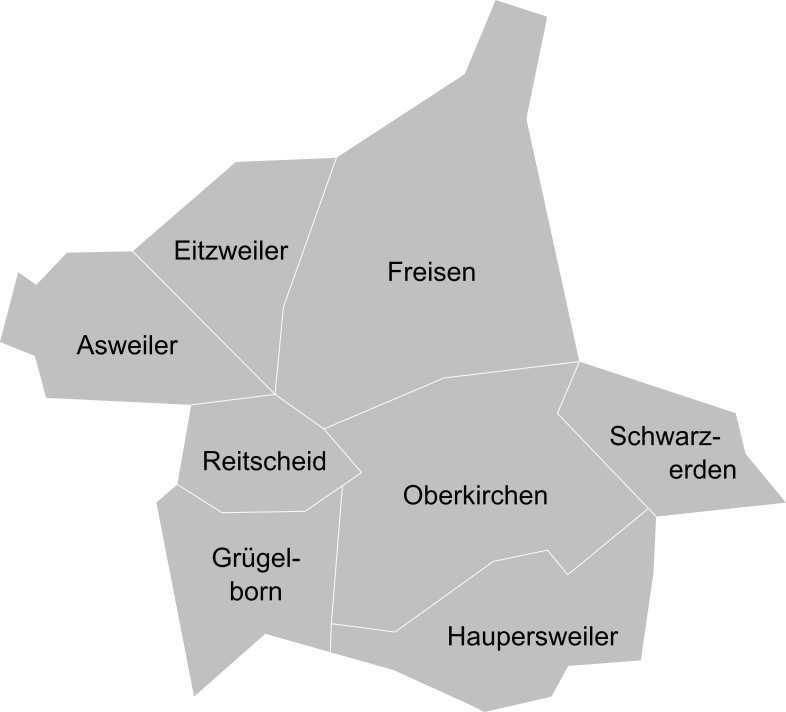
Ortsteile von Freisen

Die Ortsteile der Gemeinde Freisen (Einwohner Stand 14. Januar 2015):
| Stadtteil        | Einwohner | Fläche km² |
| ---------------- | --------- | ---------- |
| Asweiler         | 354       | 4,73       |
| Eitzweiler       | 231       | 4,47       |
| Freisen          | 2.817     | 13,50      |
| Grügelborn       | 842       | 4,17       |
| Haupersweiler    | 578       | 5,24       |
| Oberkirchen      | 2.421     | 9,54       |
| Reitscheid       | 427       | 3,49       |
| Schwarzerden     | 428       | 2,94       |
| Gemeinde Freisen | 8.098     | 48,08      |

## Geschichte
Als ältester gesicherter urkundlicher Nachweis des Orts Freisen gilt die Erwähnung eines hier befindlichen Herrenhofs (curtis de Fresenaco), der samt Vogtei und Zugehör (advocatia cum suis pertinenciis) in einem abschriftlich überlieferten Lehensrevers genannt wird. Dieses hatte Graf Gerlach IV. von Veldenz (1220–1240) am 23. August 1235 für den Bischof von Verdun ausgestellt. Freisen gehörte damals demnach zum Fernbesitz der Kirche von Verdun. Ob ein bereits im Jahr 1230 genannter Henricus de Freseyne ebenfalls auf Freisen zu beziehen ist, bleibt dagegen fraglich. Die verbreitete Auffassung, wonach Fresenacum auf lateinisch fraxinus (‚Esche‘) oder fraxinetum (‚Eschenhain') zurückzuführen sei, wurde inzwischen von der onomastischen Forschung aus sprachlichen Gründen zurückgewiesen. Stattdessen besteht demzufolge ein Zusammenhang mit dem Personennamen Fresenus, Fresonus.

## Neugliederung
Die Gemeinde erhielt ihren heutigen Zuschnitt weitgehend am 1. Januar 1974 im Zuge der saarländischen Gebiets- und Verwaltungsreform, als aus den bis dahin eigenständigen Gemeinden Asweiler, Eitzweiler, Freisen, Grügelborn, Haupersweiler, Oberkirchen, Reitscheid und Schwarzerden die neue Gemeinde Freisen gebildet wurde.
Am 1. Januar 2004 wurde ein Gebietsteil der Gemeinde mit damals 53 Einwohnern in die Gemeinde Herchweiler, Landkreis Kusel, Rheinland-Pfalz, umgegliedert.

## Politik

### Gemeinderat
Der Gemeinderat mit 27 Sitzen setzt sich nach der Kommunalwahl vom 9. Juni 2024 wie folgt zusammen:
| Partei / Liste | Stimmenanteil | Sitze    | +/− |
| SPD            | 39,5 %        | 11 Sitze | − 2 |
| CDU            | 26,3 %        | 7 Sitze  | − 3 |
| FWG            | 24,9 %        | 7 Sitze  | + 3 |
| AfD            | 9,3 %         | 2 Sitze  | + 2 |

### Bürgermeister
- ab 28. August 2012: Karl-Josef Scheer, SPD
- 28. August 1994 – 27. August 2012: Wolfgang Alles, CDU
- 28. August 1984 – 27. August 1994: Vinzenz Becker, CDU
- 28. August 1974 – 27. August 1984: Reinhold Weisgerber, CDU

### Wappen
| Wappen von Freisen | Blasonierung: „Geviert; oben rechts in Schwarz ein nach links gewendetes, stark stilisiertes und oberhalb der Hufe gestümmeltes goldenes Pferdchen; oben links in Gold ein achtspeichiges, mit acht silbernen Spitzen besetztes und oben links zwischen den Speichen ausgebrochenes rotes Rad; unten rechts in Gold ein roter Schrägbalken, belegt mit drei gestümmelten silbernen Adlern; unten links in Schwarz ein rotgekrönter, rotbewehrter und rotgezungter goldener Löwe.“ |
| Wappen von Freisen | Das Wappen wurde am 16. Mai 1984 durch das Saarländische Innenministerium genehmigt. |

Die Gemeindefarben sind Schwarz – Gelb.

### Gemeindepartnerschaften
Es besteht eine Gemeindepartnerschaft mit Mutzig (Frankreich/Elsass).

## Kultur und Sehenswürdigkeiten

### Baudenkmal
Die katholische Kirche St. Remigius wurde 1753 als barocke Saalkirche errichtet.
siehe auch: Liste der Baudenkmäler in Freisen

### Museen
- Museumseisenbahn Ostertalbahn vom Bahnhof Schwarzerden nach Ottweiler
- Mineralienmuseum Freisen[10]
- Mineralogisches Museum im Ortsteil Oberkirchen[10]
- Südwestdeutsches Bauernmuseum Reitscheid

### Wildpark
- Naturwildpark Freisen

## Verkehr
Freisen liegt an der Bundesautobahn 62.
Der Bahnhof Freisen lag an der Bahnstrecke Türkismühle–Kusel. Der Personenverkehr Türkismühle – Freisen wurde am 1. Juni 1969 eingestellt.